# John Lydon
John Joseph Lydon, född 31 januari 1956 i Holloway i Islington i London, och tidigare känd under artistnamnet Johnny Rotten, är en brittisk  punksångare och låtskrivare. Han är känd som medlem i Sex Pistols och Public Image Ltd (PiL).

## Historia
Lydon föddes i Londonstadsdelen Holloway och växte upp där och i närbelägna Finsbury Park. Hans föräldrar Eileen och John kom båda från Irland. När Lydon var sju år gammal fick han hjärnhinneinflammation, vilket fick honom att hamna i koma ett flertal gånger under ett halvår. Detta orsakade att nästan hela hans minne förlorades. Han har i flera intervjuer hävdat att han föddes med endast en testikel. 
1975 började han som sångare i punkbandet Sex Pistols. Bandet splittrades under en turné i USA 1978, och John Lydon startade istället bandet Public Image Ltd. Sex Pistols gjorde comeback 1996 och var på turnéer i bland annat Sverige. Sex Pistols har även spelat på Peace & Love i Borlänge 2008.
Rotten är känd för att säga emot sig själv och har bl.a. sagt "I've decided to become a parody of myself because it's amusing". Lydon/Rotten har skrivit en självbiografi kallad Rotten: No Irish, No blacks, No dogs som berättar om hans liv fram till starten av PiL. Han håller nu[när?] på att skriva en ny biografi om sina år med PiL, och gör en film om sitt liv. Han har även samarbetat med den brittiska dansgruppen Leftfield bestående av Neil Barnes och Paul Daley. Lydon har medverkat i serien South Park och varit röstskådespelare i två avsnitt av TV-serien Rise of the Teenage Mutant Ninja Turtles.

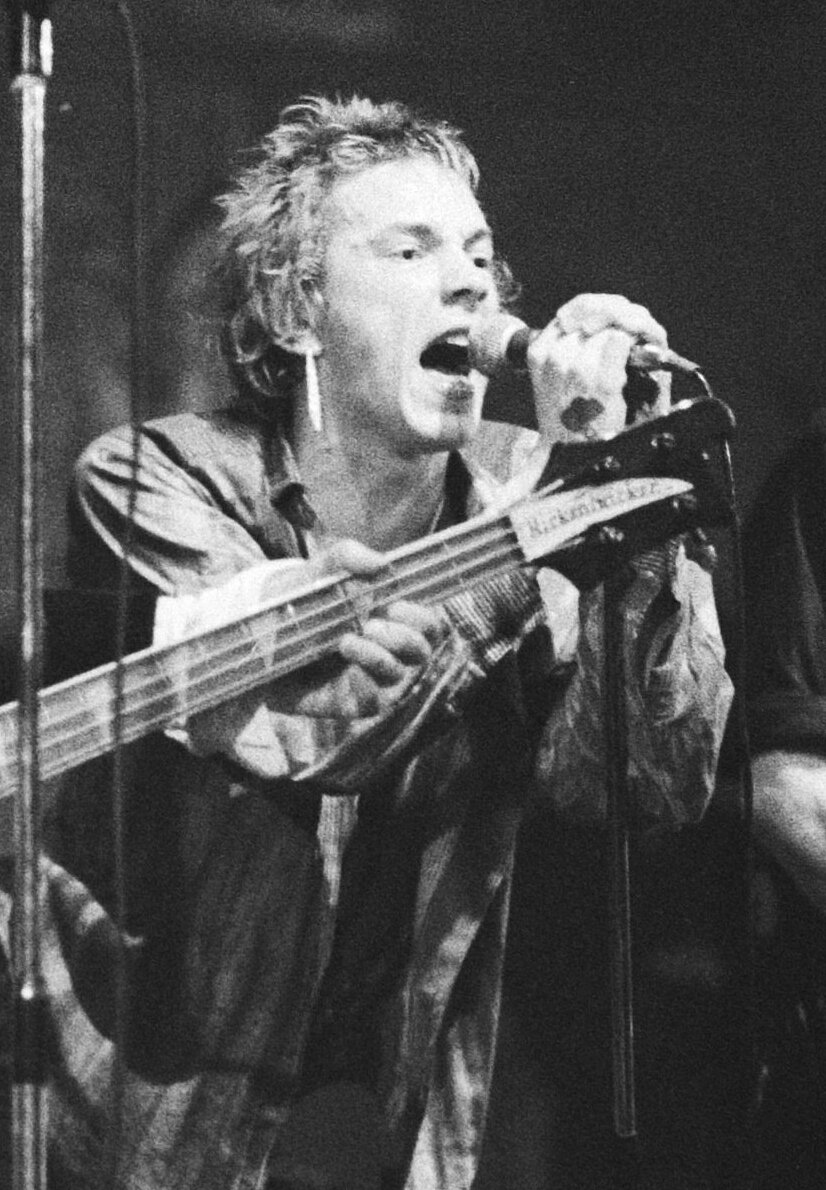
John Lydon i början av sin karriär som sångare i Sex Pistols 1977.